# Festival du film de Sarajevo 2024
Le Festival du film de Sarajevo 2024, la 30e édition du festival, se déroule du 16 au 23 août 2024.

## Déroulement et faits marquants
Le jury est annoncé en juillet 2024 : Paul Schrader en est le président.
Le 23 août 2024, le palmarès est décerné : le film Trois kilomètres jusqu'à la fin du monde de Emanuel Pârvu  remporte le Cœur de Sarajevo du meilleur film, Yorgos Zois remporte le prix de la meilleure réalisation pour Arcadia (de). Le prix de la meilleure actrice est remis à Anab Ahmed Ibrahim pour son rôle dans Le Village aux portes du paradis, le prix du meilleur acteur est remis à Doru Bem pour son rôle dans Holy Week,
.

## Jury

### Compétition des films de fiction
- Paul Schrader (président du jury), réalisateur  États-Unis
- Sebastian Cavazza (en), acteur  Slovaquie
- Una Gunjak (es), réalisatrice  Royaume-Uni
- Juho Kuosmanen, réalisateur  Finlande
- Noomi Rapace, actrice  Suède

## Sélection

### Compétition des films de fiction
- Dwelling Among the Gods (sr) de Vuk Ršumović (sr)  Serbie  Croatie
- Family Therapy (de) de Sonja Prosenc (en)  Slovénie
- Arcadia (de) de Yorgos Zois  Grèce
- The Editorial Office (de) de Roman Bondarchuk (uk)  Ukraine
- Le Village aux portes du paradis de Mo Harawe (de)  Autriche
- Trois kilomètres jusqu'à la fin du monde de Emanuel Pârvu  Roumanie
- Holy Week de Andrei Cohn (de)  Roumanie

## Palmarès
- Cœur de Sarajevo du meilleur film : Trois kilomètres jusqu'à la fin du monde de Emanuel Pârvu
- Cœur de Sarajevo du meilleur réalisateur : Yorgos Zois pour Arcadia (de)
- Meilleure actrice : Anab Ahmed Ibrahim pour son rôle dans Le Village aux portes du paradis
- Meilleur acteur : Doru Bem pour son rôle dans Holy Week